# Lóris-molucano
O lóris-molucano (Trichoglossus moluccanus) é uma espécie de papagaio encontrada na Austrália. É comum ao longo da costa leste, do norte de Queensland até a Austrália Meridional. Seu habitat é a floresta úmida, o mato costeiro e as áreas de bosque. Seis táxons tradicionalmente listados como subespécies do lóris-molucano são agora tratados como espécies separadas.
Foram introduzidos em Perth, Austrália Ocidental; Tasmânia; Auckland, Nova Zelândia; e Hong Kong.

## Taxonomia
O lóris-molucano foi formalmente listado em 1788 pelo naturalista alemão Johann Friedrich Gmelin com o nome binomial Psittacus moluccanus. Gmelin citou o polímata francês Georges-Louis Leclerc, conde de Buffon, que em 1779 publicou uma descrição de “La Perruche à Face Bleu” em sua obra Histoire Naturelle des Oiseaux. A espécie foi ilustrada como “Peluche des Moluques” e como “Perruche d'Amboine”. Gmelin foi enganado e cunhou o epíteto específico moluccanus, pois acreditava que os espécimes tinham vindo das Ilhas Molucas. A localidade-tipo foi alterada para Botany Bay, na Austrália, por Gregory Mathews, em 1916. O lóris-molucano é agora colocado no gênero Trichoglossus, que foi introduzido em 1826 pelo naturalista inglês James Francis Stephens.
Duas subespécies são reconhecidas:
| Imagem | Subespécies                                 | Área de distribuição                                 |
| ------ | ------------------------------------------- | ---------------------------------------------------- |
|        | T. m. septentrionalis (Robinson [en], 1900) | Península do Cabo York (nordeste da Austrália)       |
|        | T. m. moluccanus (Gmelin, JF, 1788)         | Austrália (exceto Península do Cabo York) e Tasmânia |

O lóris-molucano sempre incluiu o lóri-de-pescoço-vermelho (T. rubritorquis) como uma subespécie, mas hoje a maioria das principais autoridades o considera separado. Além disso, uma revisão em 1997 levou à recomendação de separar alguns dos táxons mais distintos das Pequenas Ilhas da Sonda como espécies separadas, como o lóris-de-peito-escarlate [en] (T. forsteni), o lóri-de-veste-amarela (T. capistratus) e o lóris-de-flores [en] (T. weberi). Isso é cada vez mais seguido pelas principais autoridades. Em 2019, o lóris-molucano na Austrália foi dividido em três: molucano, periquito-arco-íris (T. haematodus) e lóri-de-pescoço-vermelho (T. rubritorquis).
Três síntipos de Trichoglossus novaehollandiae septentrionalis são mantidos na coleção de zoologia de vertebrados do National Museums Liverpool [en] no World Museum, com os números de acesso NML-VZ 23.7.1900.4, NML-VZ 23.7.1900.4a e NML-VZ 23.7.1900.4b. Os espécimes foram coletados em Cooktown, Queensland, na Austrália, por E. Olive. Os espécimes chegaram à coleção nacional de Liverpool por meio de compra de Herbert C. Robinson [en].

## Descrição
O lóris-molucano é um papagaio de tamanho médio, com comprimento variando de 25 a 30 cm incluindo a cauda, e o peso varia de 75 a 157 g. A plumagem da raça indicada, como em todas as subespécies, é muito brilhante e colorida. A cabeça é de um azul profundo com um colar nucal amarelo-esverdeado, e o restante das partes superiores (asas, dorso e cauda) é verde. O peito é laranja/amarelo. A barriga é azul-escura, e as coxas e a garupa são verdes. Em voo, uma barra de asa amarela contrasta claramente com as tetrizes vermelhas sob as asas. Há pouca distinção visual entre os sexos.
Os filhotes têm um bico preto, que gradualmente se torna laranja nos adultos.
As marcas do Trichoglossus moluccanus se assemelham às do periquito-arco-íris (Trichoglossus haematodus), mas com uma barriga azul e um peito mais alaranjado com pouca ou nenhuma barra azul-preta.

## Dimorfismo
Ao contrário do papagaio do gênero  Eclectus, o lóris-molucano não apresenta nenhuma característica dimórfica imediatamente perceptível. Os machos e as fêmeas parecem idênticos, e a sexagem cirúrgica feita por um veterinário ou a análise de DNA de uma pena é usada para determinar o sexo de um indivíduo.

## Comportamento
Os pássaros costumam viajar juntos em pares e, ocasionalmente, respondem a chamados para voar em bando e depois se dispersam novamente em pares. Os pares defendem suas áreas de alimentação e nidificação de forma agressiva contra outras espécies de pássaros. Eles afugentam não apenas os pássaros menores, como o  papa-mel-barulhento e o papa-mel-de-asa-ruiva [en], mas também os pássaros maiores, como a Gymnorhina tibicen.

### Dieta

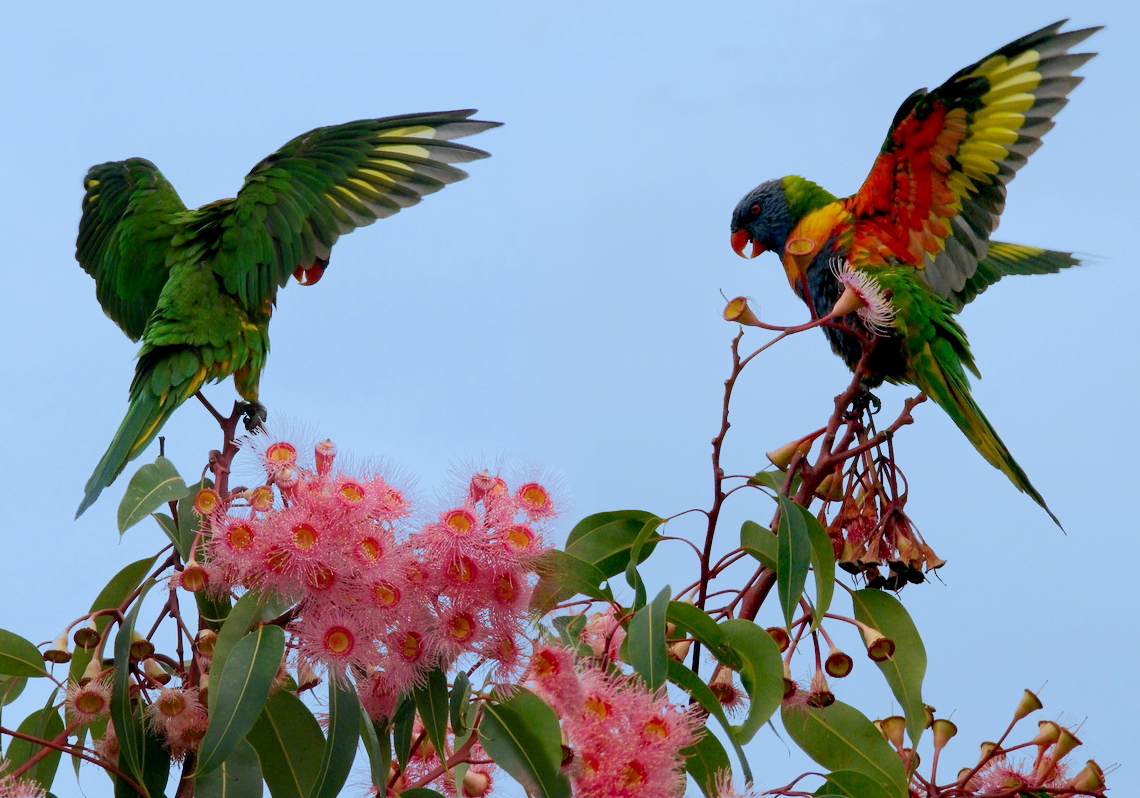
Em Brisbane, Queensland.

Eles se alimentam principalmente de frutas, pólen e néctar, e possuem uma língua adaptada especialmente para sua dieta específica. A extremidade da língua é equipada com um apêndice papilado adaptado para coletar o pólen e o néctar das flores. O néctar do eucalipto é importante na Austrália, e outras fontes importantes de néctar são Pittosporum, Grevillea, Spathodea campanulata e Metroxylon sagu [en]. Na Melanésia, os cocos são fontes de alimento muito importantes, e o lóris-molucano é um importante polinizador deles. Eles também consomem os frutos de Ficus, Trema, Muntingia, bem como mamão e manga já abertos por morcegos da família Pteropodidae. Eles também se alimentam de maçãs e atacam milho e sorgo. Também são visitantes frequentes de alimentadores de aves colocados em jardins, que fornecem néctar comprado em lojas, sementes de girassol e frutas como maçãs, uvas e peras.
Em muitos lugares, incluindo acampamentos e jardins suburbanos, os pássaros selvagens estão tão acostumados com os humanos que podem ser alimentados à mão. O Santuário de Vida Selvagem de Currumbin [en], em Queensland, Austrália, é conhecido por seus milhares de lóris. Todos os dias, por volta das 8h e das 16h, as aves se reúnem em um bando enorme e barulhento na área principal do parque. Os visitantes são incentivados a alimentá-los com um néctar especialmente preparado, e os pássaros se acomodam nos braços e nas cabeças das pessoas para consumi-lo. Os lóris selvagens também podem ser alimentados à mão pelos visitantes no Santuário Lone Pine Koala em Brisbane, Queensland, Austrália.
Os pássaros semidomesticados são visitantes diários comuns em muitos quintais de Sydney, embora muitas pessoas, ignorando suas necessidades alimentares, os alimentem com pão ou pão coberto com mel. Essa é uma fonte inadequada de nutrientes, vitaminas e minerais de que o lóris-molucano necessita e pode causar problemas de saúde e de formação de penas em filhotes. Pacotes com uma mistura nutricional adequada para alimentar lóris geralmente estão disponíveis em veterinários e lojas de animais.

### Reprodução

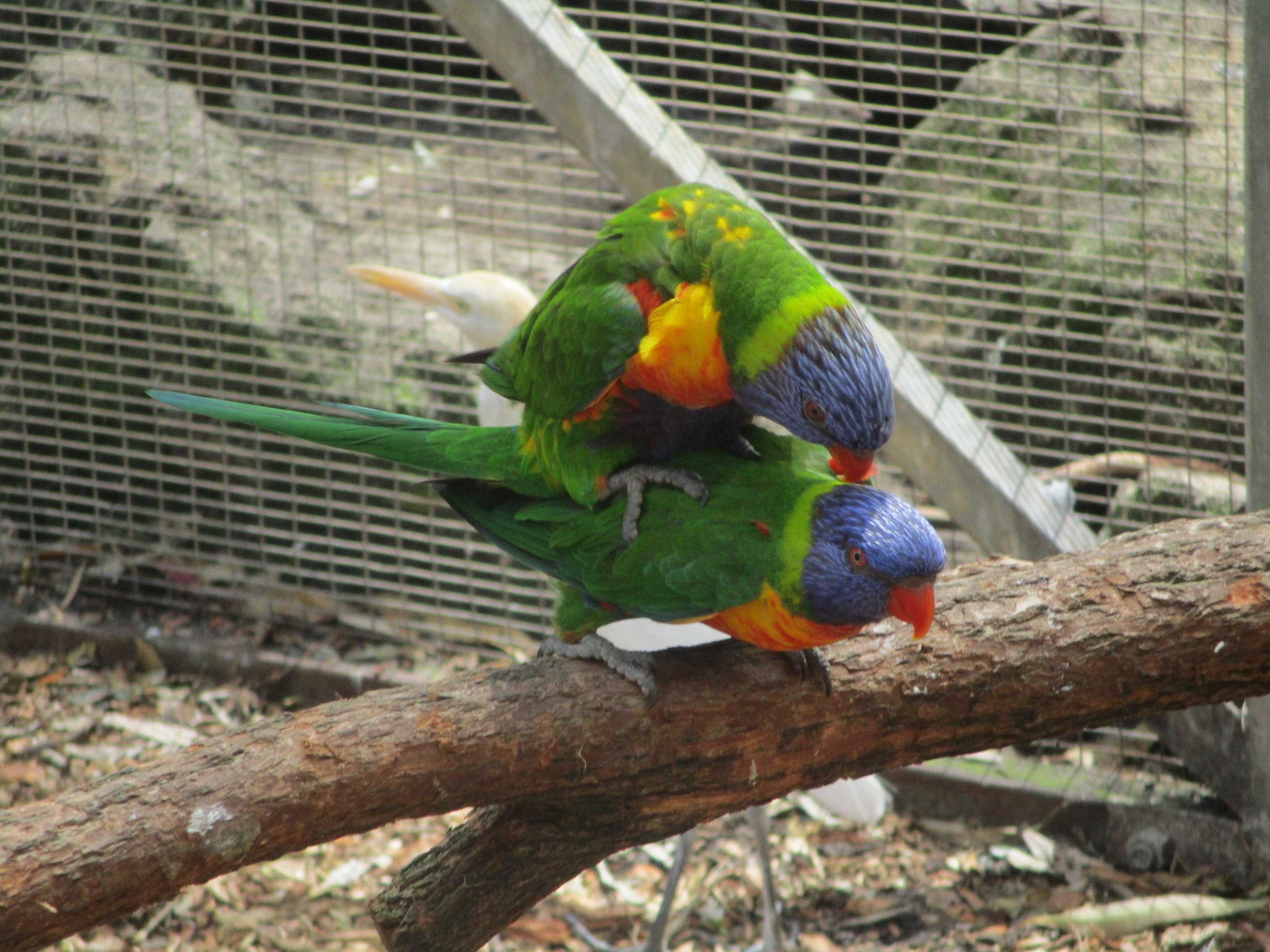
Acasalamento de lóris-molucano no Peel Zoo, Austrália Ocidental

No sul da Austrália, a reprodução geralmente ocorre do final do inverno ao início do verão (agosto a janeiro). Em outros lugares da Austrália, a reprodução foi registrada em todos os meses, exceto em março, variando de região para região devido a mudanças na disponibilidade de alimentos e no clima. Os locais de nidificação são variáveis e podem incluir ocos de árvores altas, como eucaliptos, troncos de palmeiras ou rochas pendentes. Uma população nas Ilhas do Almirantado faz seus ninhos em buracos no solo em ilhotas livres de predadores. Às vezes, os pares fazem seus ninhos na mesma árvore com outros pares de outras espécies de pássaros. O tamanho da ninhada é de um a três ovos, que são incubados por cerca de 25 dias. As tarefas de incubação são realizadas somente pela fêmea.
Essas aves são, em sua maioria, monogâmicos e permanecem em pares por longos períodos, se não por toda a vida.

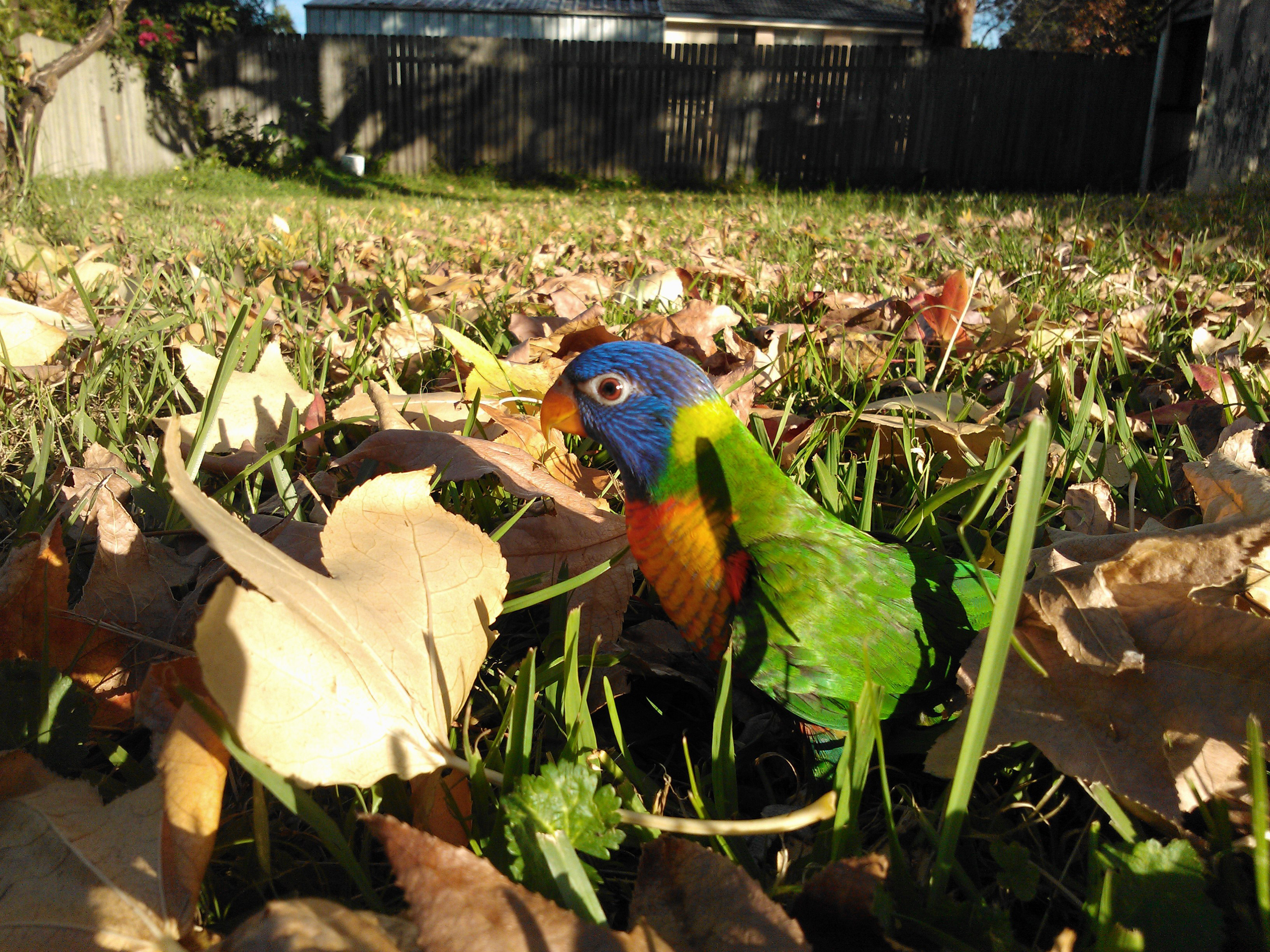
Um lóris-molucano fêmea de 12 semanas de idade em um quintal em Sydney

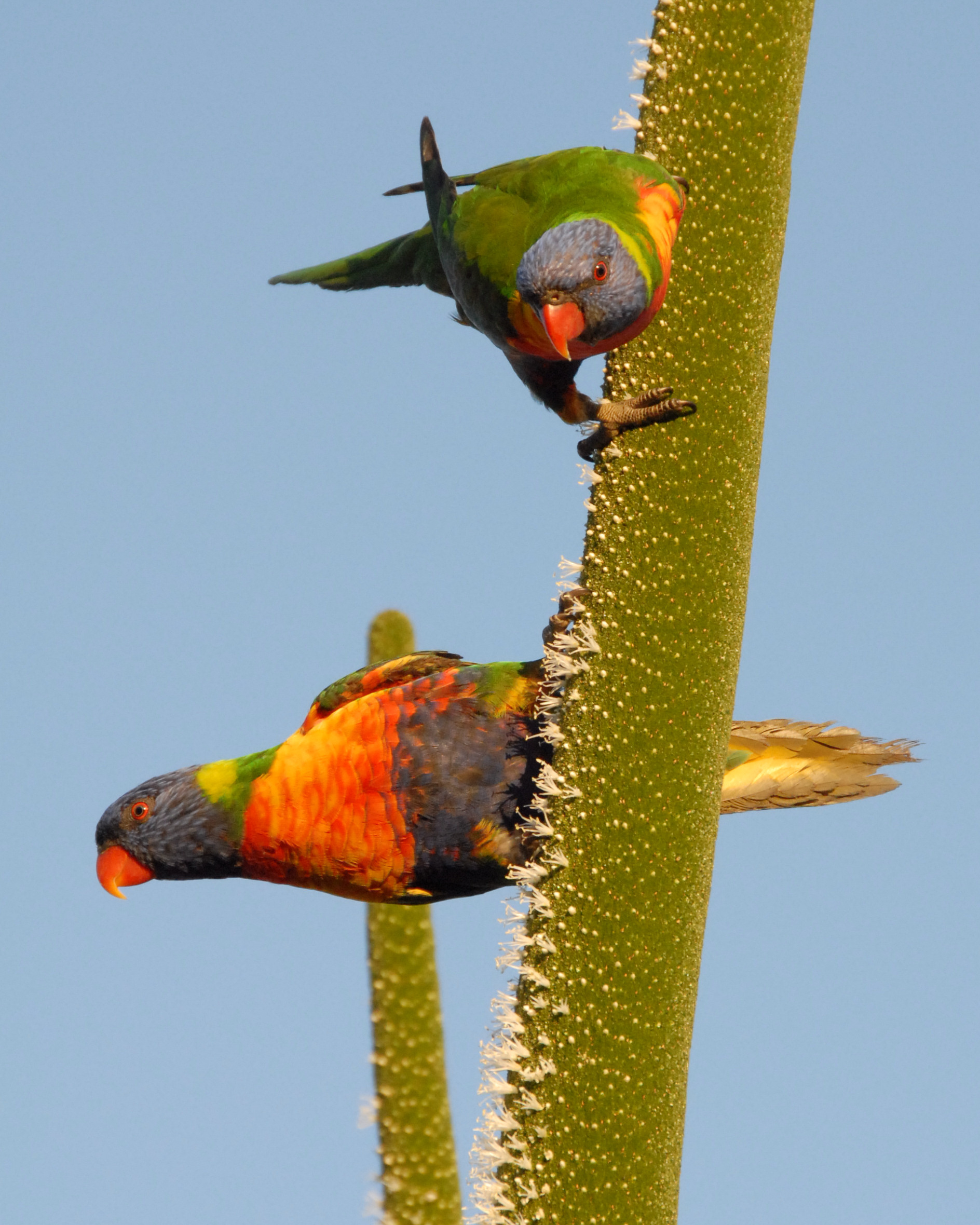
Introduzido na Austrália Ocidental

## Status de conservação
De modo geral, o lóris-molucano continua sendo muito difundido e frequentemente comum. De acordo com o censo anual da Birdlife Australia, ele é a ave mais comumente observada na Austrália. É considerado uma espécie pouco preocupante pela BirdLife International. O status de algumas subespécies localizadas é mais precário, especialmente o T. h. rosenbergii, que está sendo ameaçado pela destruição de habitat e pela captura para o comércio de papagaios.

### Praga
Muitos proprietários de pomares de frutas os consideram uma praga, pois eles costumam voar em grupos e arrancar as árvores que contêm frutas frescas. Nas áreas urbanas, as aves criam ruídos incômodos e sujam as áreas externas e os veículos com fezes.
O lóris-molucano foi liberado acidentalmente no sudoeste da Austrália Ocidental, perto da Universidade da Austrália Ocidental, na década de 1960, e desde então é classificado como uma praga. Ele causa um grande impacto ao competir com as espécies de pássaros nativos, incluindo a dominação das fontes de alimento e a competição por buracos de nidificação cada vez mais escassos. Espécies de pássaros como o Parvipsitta porphyrocephala [en], a  cacatua-negra-de-carnaby e o periquito-de-colar-amarelo são afetados negativamente ou deslocados.
Uma população selvagem foi estabelecida na Nova Zelândia depois que um morador de North Shore, em Auckland, liberou ilegalmente um número significativo de aves criadas em cativeiro na área na década de 1990, que começaram a se reproduzir na natureza. Em 1999, uma população selvagem autossustentável de 150 a 200 aves havia se estabelecido na região, provando que elas poderiam sobreviver e se adaptar ao ambiente neozelandês. O Departamento de Conservação, preocupado com o fato de que o lóris-molucano superaria os melifagídeos nativos e com a possível ameaça aos habitats de ilhas intocadas, como a Ilha Little Barrier, começou a erradicar a população selvagem em 2000. O Ministério das Indústrias Primárias, em parceria com o DOC e os conselhos regionais, agora gerencia o lóris-molucano sob a iniciativa National Interest Pest Response. O objetivo da resposta é evitar que os pássaros se estabeleçam na natureza. No final de 2010, cinco dessas aves foram descobertas vivendo na área de Mount Maunganui. Elas foram alimentadas por alguns dias antes de serem presas por uma empresa contratada pelo Ministério da Agricultura e Pesca.

## Doenças

### Síndrome da paralisia do lóris-molucano
Uma síndrome de etiologia incerta afeta o lóris-molucano todos os anos. Todos os anos, no sudeste de Queensland e no nordeste de Nova Gales do Sul, milhares ficam paralisados e, principalmente, incapazes de voar ou comer. Como esse problema é altamente sazonal, ocorrendo apenas de outubro a junho e mais intensamente de dezembro a fevereiro, é provável que seja uma forma de envenenamento por plantas. Esse padrão sugere que o problema se deve aos frutos de uma planta desconhecida, que só floresce da primavera ao outono e com maior intensidade no verão.